# Ebalia jordani
Ebalia jordani är en kräftdjursart som beskrevs av M. J. Rathbun 1906. Ebalia jordani ingår i släktet Ebalia och familjen Leucosiidae. Inga underarter finns listade i Catalogue of Life.